# ويليام فيتز راندولف ميلز
ويليام فيتز راندولف ميلز (بالإنجليزية: William Fitz Randolph Mills)‏ هو سياسي أمريكي، ولد في 8 سبتمبر 1856 في نيويورك في الولايات المتحدة، وتوفي في 16 نوفمبر 1941 في دنفر في الولايات المتحدة.